# Helige ärkeängeln Mikaels kyrka, Osijek
Den helige ärkeängeln Mikaels kyrka (kroatiska: Crkva sv. Mihaela arkanđela) är en romersk-katolsk kyrka i Osijek i Kroatien. Den uppfördes 1725-1768 i barockstil och ligger vid Juraj Križanićs torg (Trg Jurja Križanića) i Tvrđa. Den är efter Sankt Petrus och sankt Paulus bikatedral den till ytan näst största kyrkan i Osijek. 

## Historik
Grundstenen till den nya kyrkan lades av jesuiterna den 31 juli 1725. Kyrkan uppfördes på grunderna av den tidigare Kasımpaşa-moskén (uppförd i slutet av 1500-talet) som osmanerna låtit uppföra under den 161 år långa ockupationen av Osijek. I dess källarplan syns fortfarande grunderna efter den tidigare moskén. 
Kyrkans två klocktorn uppfördes 1741-1742 men det skulle dröja ytterligare tjugosju år innan den 1768 stod helt färdig. 
I inledningen av det kroatiska självständighetskriget 1991 skadades kyrkan men sedan renoveringen 1999 syns inga spår efter dessa skador.